# Na Ostrom
Na Ostrom (931 m) – szczyt w tzw. Krywańskiej części Małej Fatry na Słowacji. Znajduje się w widłach potoków Zázrivka i Biela i  jest zakończeniem bocznego, północno-wschodniego grzbietu Osnicy. Na niektórych mapach opisany jest jako drugi wierzchołek Ostrégo.
Na Ostrom jest zalesione, ale na grzbiecie łączącym go z sąsiednim szczytem Ostré jest duża polana. Na zdjęciach lotniczych mapy Słowacji widać, że  była ona dawniej znacznie większa – stoki południowo-wschodnie, opadające do doliny  Zázrivki są w trakcie zarastania młodym lasem.
Na Ostrom jest dobrze widoczne z grani Wielkiego Rozsutca. Nie prowadzi przez nie żaden znakowany szlak turystyczny. U podnóży Ostrégo, w dolinie potoku Biela znajduje się należące do miejscowości Zázrivá osiedle Biela.